# 问史求信集
《问史求信集》，阎长贵（曾任江青秘书）、王广宇（曾任中央文革小组办事组组长）著，2009年4月出版，书中记录了他们的亲身经历，澄清了部分文革初期史实，对文革做了一定分析。

## 评论
- 王海光：“《问史求信集》一书，是一部凝结了作者多年心血、取信历史的力作。”“是一部具有很高存史价值的重要文本。”“作者的研究填补了许多的空白”。[1][2]
- 《中国日报》评论员朱渊：“历史事件发生的前因后果都是什么，这才是我们应该认真地研究和探讨的问题。”“这两位老人通过这本书告诉我们他们所知的史实，无疑做了一件大好事。”[3]
- 胡化：“目睹师东兵、林青山、叶永烈等人的伪史学作品的广泛流传，痛感于一些官方学术著作对讹传之说的采信，阎长贵、王广宇站出来廓清史实，分辨真伪，以亲身经历和可靠文献追求信史。这种对历史负责的精神，赋予了此书不同于众的品格。”[4]